# Gerboise Verte
Gerboise Verte (pronunciación en francés: /ʒɛʁbwaz vɛʁt/; tdl. ‘jerbo verde’) es el nombre en clave de una prueba nuclear francesa realizada el 25 de abril de 1961. La prueba tuvo lugar en el Centre Saharien d'Expérimentations Militaires (CSEM), 50 km al sur de Reggane, Argelia, entonces departamento francés y fue diseñado como una prueba atmosférica. Esta fue la cuarta prueba atmosférica nuclear francesa, después de Gerboise Bleue, Gerboise Blanche y Gerboise Rouge.

## Historia
En 1957, el gobierno francés decidió crear instalaciones experimentales de pruebas nucleares en el Sahara. Para ello, se asignaron 108 000 kilómetros cuadrados de terreno al Ministerio de Defensa francés para los primeros experimentos nucleares franceses. El Centre Saharien d'Expérimentations Militaires (CSEM) para pruebas atmosféricas se creó en Hamoudia unos 50  km al sur de Reggane, un oasis en el sur del Gran Erg Occidental, 700 km de Colomb Béchar. El Centre d'Expérimentations Militaires des Oasis (CEMO) se construyó más tarde en las montañas Ahaggar, cerca de In Ekker, 150 km al norte de Tamanrasset, para realizar pruebas nucleares subterráneas. Entre 1960 y 1966, Francia realizó 4 pruebas atmosféricas y 13 pruebas subterráneas en el Sahara.

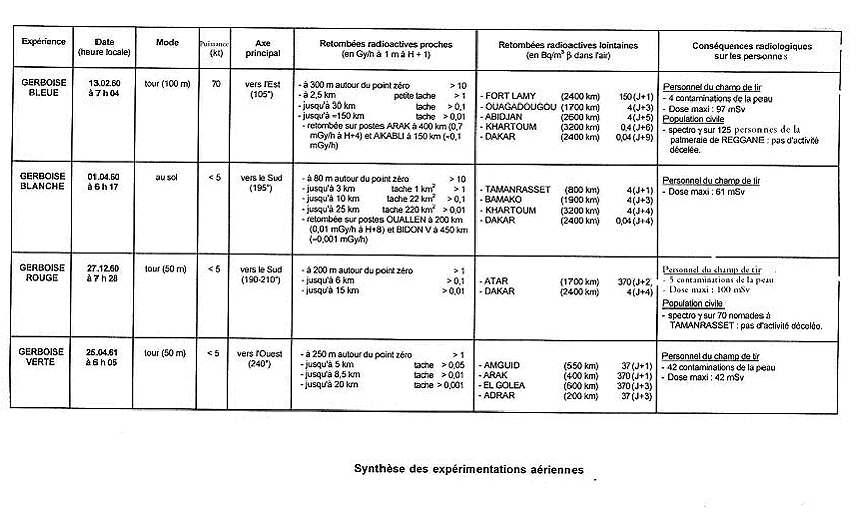
Síntesis de los ensayos nucleares aéreos en el CSEM.

Del 13 de febrero de 1960 al 25 de abril de 1961, Francia llevó a cabo en el CSEM la serie Reggane de cuatro pruebas atmosféricas, Gerboise Bleue, Gerboise Blanche, Gerboise Rouge y Gerboise Verte. Para estas pruebas, a excepción del Gerboise Blanche, el artefacto explosivo a probar se colocó en un refugio en lo alto de una torre. En el caso del Gerboise Blanche, el artefacto explosivo de baja potencia se colocó sobre una plataforma a nivel del suelo.
El gobierno francés ordenó apresuradamente la detonación de Gerboise Verte el 25 de abril de 1961, inmediatamente después del golpe de Estado de los generales, para que el dispositivo nuclear no cayera en manos de los golpistas.
Gerboise Verte fue probado en 26°19′18″N 0°04′24″O / 26.32167, -0.07333. Desde el punto de vista técnico, Gerboise Verte fue un fracaso. Instalada en una torre de 50 metros, la bomba fue diseñada con un rendimiento estimado de entre 6 y 18 kilotones, pero solo tuvo un rendimiento de alrededor de 1 kilotón en la prueba. Yves Rocard cuenta que no se tomaron precauciones meteorológicas, hasta el punto de que la bomba fue probada en medio de una tormenta de arena cuya intensidad oscureció incluso la luz de la explosión.
Al igual que Gerboise Rouge, se llevó a cabo un ejercicio conjunto en la zona contaminada, cuyo nombre en código es Garigliano, para comprobar cómo los soldados de infantería y los vehículos blindados podían protegerse y luego actuar después de la explosión. Los reclutas del contingente desempeñaron el papel de conejillos de indias. Poco después de la prueba, fueron enviados a una zona contaminada para refugiarse en alcantarillas a 800 metros del punto de impacto o en camiones 4×4.
Una leyenda urbana sostiene que la bomba fue transportada desde un almacén del puerto de Argel hasta Reggane (1500 km) en un Citroën 2 CV. Según testigos, sólo la carga de plutonio viajó en un 2 CV y sólo entre Reggane y el CSEM la noche anterior a la explosión.

## En la cultura popular
El novelista Christophe Bataille publicó en enero de 2015 un relato basado en esta prueba nuclear: L'Expérience (Grasset).
El evento está representado en el episodio 6 de la temporada 2 de la serie A Very Secret Service.

## Lectura adicional
- Tertrais, Bruno (2013). Nuclear Weapons Security Crises: What Does History Teach? (en inglés). Strategic Studies Institute y Escuela de Guerra del Ejército de los Estados Unidos. pp. 25–64. ISBN 978-1-58487-574-1.

- Datos: Q16008986